# Michael Konsel
Michael Konsel (Beč, Austrija, 6. ožujka 1962.)  je umirovljeni austrijski nogometni vratar i dugogodišnji nacionalni reprezentativac. Svoju 18 godina dugu karijeru je završio 2000. u talijanskoj Veneziji.

## Karijera

### Klupska karijera
Konsel je svoju profesionalnu nogometnu karijeru započeo 1982. godine u First Vienni odakle je nakon tri godine prešao u redove gradskog rivala, bečkog Rapida. Bio je član trofejne Rapidove generacije iz 1980-ih koja je osvojila dva nacionalna prvenstva i kupa te je 1985. godine s klubom nastupio u finalu Kupa pobjednika kupova protiv Evertona. Vratar je u Rapid Beču ostao do 1997. godine te je posljednje dvije sezone bio kapetan kluba.
Godine 1996. je s klubom osvojio treći naslov austrijskog prvaka te je ponovo nastupio u finalu Kupa kupova (poraz od PSG-a). Iste godine je izabran za austrijskog nogometaša godine.
Nakon trinaest godina provedenih u Rapidu, Michael Konsel 1997. godine s 35 godina prelazi u AS Romu gdje je završetkom prve sezone proglašen najboljim vratarem Serie A te je uvršten u Rominu All Star momčad svih vremena. Sljedeće sezone Konsel se ozljedio a 1999. je prešao u Veneziju gdje je nakon jedne godine prekinuo igračku karijeru.

### Reprezentativna karijera
Michael Konsel je za austrijsku reprezentaciju debitirao u listopadu 1985. u prijateljskoj utakmici protiv Jugoslavije. Bio je član reprezentacije koja je nastupila na svjetskim prvenstvima 1990. i 1998. godine. Za Austriju je ukupno branio 43 puta a jedna od zapaženijih utakmica bila je prijateljska utakmica protiv Francuske u kolovozu 1998. godine.

## Vanjske poveznice
- Službena web stranica Michaela Konsela
- Statistika bečkog Rapida
- Statistika igrača na National-football-teams.com